# Liste des aéroports au Pérou
Cet article dresse une liste une liste d'aéroports du Pérou triée par département. Douze sont de catégorie internationale, auxquels s'ajoutera prochainement le nouvel aéroport de la ville de Pisco.

## Carte
| Andahuaylas Anta Arequipa Ayacucho Cajamarca Chiclayo Cuzco Iquitos Jaén Jauja Juliaca Lima Piura Pucallpa Puerto · Maldonado Tacna Talara Tarapoto Tingo María Trujillo Tumbes |

## Liste
| Fréquentation            | Département   | Ville                    | AITA | OACI              | Nom                                                            |
| ------------------------ | ------------- | ------------------------ | ---- | ----------------- | -------------------------------------------------------------- |
| Internationale           | Arequipa      | Arequipa                 | AQP  | SPQU              | Arequipa-R. Ballón                                             |
| Internationale           | Cuzco         | Cuzco                    | CUZ  | SPZO              | Cuzco                                                          |
| Internationale           | Lima          | Callao                   | LIM  | SPIM              | Lima-J. Chávez                                                 |
| Internationale           | Loreto        | Iquitos                  | IQT  | SPQT              | Iquitos-F.S. Vignetta                                          |
| Avec liaisons régulières | Piura         | Piura                    | PIU  | SPUR              | Piura (en)                                                     |
| Avec liaisons régulières | Áncash        | Chimbote                 | CHM  | SPEO              | Chimbote-J. M. Morales                                         |
| Avec liaisons régulières | Áncash        | Huaraz                   | ATA  | SPHZ              | Huaraz-Comandante FAP Germán Arias Graziani (en)               |
| Avec liaisons régulières | Apurímac      | Andahuaylas              | ANS  | SPHY              | Andahuaylas (en)                                               |
| Avec liaisons régulières | Ayacucho      | Ayacucho                 | AYP  | SPHO              | Ayacucho-Mendívil Duarte (en)                                  |
| Avec liaisons régulières | Cajamarca     | Cajamarca                | CJA  | SPJR              | Major Général Armando Revoredo Iglesias (es)                   |
| Avec liaisons régulières | Huánuco       | Huánuco                  | HUU  | SPNC              | Huánuco (es)                                                   |
| Avec liaisons régulières | Huánuco       | Tingo María              | TGI  | SPGM              | Tingo María (es)                                               |
| Avec liaisons régulières | Ica           | Pisco                    | PIO  | SPSO              | Pisco                                                          |
| Avec liaisons régulières | Junín         | Jauja                    | JAU  | SPJJ              | Jauja (es)                                                     |
| Avec liaisons régulières | La Libertad   | Trujillo                 | TRU  | SPRU              | Trujillo-Martínez de Pinillos                                  |
| Avec liaisons régulières | Lambayeque    | Chiclayo                 | CIX  | SPHI              | Chiclayo (es)                                                  |
| Avec liaisons régulières | Madre de Dios | Puerto Maldonado         | PEM  | SPTU              | Puerto Maldonado-Padre Aldamiz (en)                            |
| Avec liaisons régulières | Piura         | Talara                   | TYL  | SPYL              | Talara-V.Montes (es)                                           |
| Avec liaisons régulières | Puno          | Juliaca                  | JUL  | SPJL              | Juliaca (Inca Manco Cápac)                                     |
| Avec liaisons régulières | San Martín    | Tarapoto                 | TPP  | SPST              | Tarapoto (es)                                                  |
| Avec liaisons régulières | Tacna         | Tacna                    | TCQ  | SPTN              | Tacna-C. Ciriani (es)                                          |
| Avec liaisons régulières | Tumbes        | Tumbes                   | TBP  | SPME              | Tumbes (es)                                                    |
| Avec liaisons régulières | Ucayali       | Pucallpa                 | PCL  | SPCL              | Pucallpa (es)                                                  |
| Autre                    | Amazonas      | Chachapoyas              | CHH  | SPPY              | Chachapoyas (es)                                               |
| Autre                    | Amazonas      | Nieva                    |      |                   | Aerodromo Ciro Alegria                                         |
| Autre                    | Amazonas      | Rio Santiago             |      |                   | Aerodromo Galilea                                              |
| Autre                    | Amazonas      | Rodríguez de Mendoza     |      | SPLN              | Aeródromo Rodriguez de Mendoza                                 |
| Autre                    | Apurímac      | Abancay                  |      |                   | Aeropuerto Regional (Projet en construction)                   |
| Autre                    | Arequipa      | Atico                    |      | SPOY              | Aeródromo de Atico                                             |
| Autre                    | Arequipa      | La Joya                  |      | SPLC              | Base Aérea Mariano Melgar                                      |
| Autre                    | Arequipa      | Mollendo                 |      | SPDO              | Aeródromo de Mollendo                                          |
| Autre                    | Arequipa      | Orcopampa                |      | SPOR              | Aeródromo Orcopampa                                            |
| Autre                    | Arequipa      | Vítor                    |      | SPVT              | Aeródromo Mayor FAP Guillermo Protset del Castillo             |
| Autre                    | Ayacucho      | Santa Rosa               |      |                   | Aerodromo de Palmapampa                                        |
| Autre                    | Ayacucho      | Vilcashuaman             |      |                   | Aerodromo Vilcashuaman                                         |
| Autre                    | Cajamarca     | Cajabamba                |      | SPJB              | Aeródromo de Pampa Grande                                      |
| Autre                    | Cajamarca     | Jaén                     |      | SPJE              | Aeródromo de Shumba                                            |
| Autre                    | Cuzco         | Camanti                  | UMI  | SPIL              | Quince Mil                                                     |
| Autre                    | Cuzco         | Echarati                 |      |                   | Aerodromo Kiteni                                               |
| Autre                    | Cuzco         | Echarati                 |      |                   | Aeródromo Las Malvinas                                         |
| Autre                    | Cuzco         | Espinar                  |      |                   | Aerodromo Yauri                                                |
| Autre                    | Cuzco         | Urubamba                 |      |                   | Aeropuerto Internacional de Chinchero (Projet en construction) |
| Autre                    | Huancavelica  | Huancavelica             |      |                   | Aeropuerto Regional (Projet en construction)                   |
| Autre                    | Ica           | Chincha                  |      |                   | Aeródromo de Instrucción Civil (Projet en construction)        |
| Autre                    | Ica           | Ica                      |      | SPLH              | Aeródromo Las Dunas                                            |
| Autre                    | Ica           | Nazca                    |      | SPZA              | Aeropuerto María Reiche Neuman                                 |
| Autre                    | Ica           | San Juan de Marcona      | SJA  | SPJN              | San Juan de Marcona                                            |
| Autre                    | Junín         | Mazamari                 | CHM  | SPMF              | Chimbote-J. M. Morales                                         |
| Autre                    | Junín         | San Ramón                |      | SPRM              | Aeródromo Capitán FAP Leonardo Alvariño Herr                   |
| Autre                    | La Libertad   | Chao                     |      | SPCY              | Aeródromo de Chao                                              |
| Autre                    | La Libertad   | Huamachuco               |      | SPUC              | Aeródromo de Huamachuco                                        |
| Autre                    | La Libertad   | Mollebamba               |      | SPTO              | Aeródromo de Tulpo                                             |
| Autre                    | La Libertad   | Pacasmayo                |      | SPYO              | Aeródromo de Pacasmayo                                         |
| Autre                    | La Libertad   | Pataz                    |      | SPGL              | Aeródromo de Chagual                                           |
| Autre                    | La Libertad   | Pias                     |      | SPIS              | Aeródromo de Pias                                              |
| Autre                    | La Libertad   | Quiruvilca               |      | SPGA              | Aeródromo de Pata de Gallo                                     |
| Autre                    | La Libertad   | Tayabamba                |      | SPGC              | Aeródromo de Gochapita                                         |
| Autre                    | La Libertad   | Urpay                    |      | SPAI              | Aeródromo de Urpay                                             |
| Autre                    | Lima          | Lima                     |      | SPLP              | Base aérea Las Palmas                                          |
| Autre                    | Lima          | San Bartolo              | SMG  | SPLX              | Santa Maria (en)                                               |
| Autre                    | Loreto        | Andoas                   |      | SPAS              | Aeropuerto Alf. FAP Alfredo Vladimir Sara Bauer                |
| Autre                    | Loreto        | Colonia Angamos          |      |                   | Aerodromo de Colonia Angamos                                   |
| Autre                    | Loreto        | Contamana                | CTF  | SPCM              | Contamana                                                      |
| Autre                    | Loreto        | Corrientes               |      | SPDR              | Aeródromo de Trompeteros                                       |
| Autre                    | Loreto        | El Estrecho              |      |                   | Aerodromo de El Estrecho                                       |
| Autre                    | Loreto        | Gueppi                   |      |                   | Aerodromo de Gueppi                                            |
| Autre                    | Loreto        | Iquitos                  |      |                   | Aeropuerto Teniente Bergerie                                   |
| Autre                    | Loreto        | Jeberos                  |      | SPBS              | Aeródromo de Bellavista                                        |
| Autre                    | Loreto        | Ramón Castilla           | LHC  | SPBC              | Caballococha                                                   |
| Autre                    | Loreto        | Requena                  |      | SPQN              | Requena                                                        |
| Autre                    | Loreto        | San Lorenzo              |      |                   | Aerodromo de San Lorenzo                                       |
| Autre                    | Loreto        | Yurimaguas               | YMS  | SPMS              | Yurimaguas (en)                                                |
| Autre                    | Madre de Dios | Iberia                   | IBP  | SPBR              | Ibéria, Pérou (es)                                             |
| Autre                    | Madre de Dios | Iñapari                  |      | SPIN              | Aeródromo de Iñapari                                           |
| Autre                    | Madre de Dios | Boca Manú                | SPNU | Aeródromo de Manú |                                                                |
| Autre                    | Moquegua      | Cuajone                  |      |                   | Aeródromo de Cuajone                                           |
| Autre                    | Moquegua      | Ilo                      | ILQ  | SPLO              | Ilo (en)                                                       |
| Autre                    | Moquegua      | Moquegua                 |      | SPEQ              | Aeródromo César Torque Podesta                                 |
| Autre                    | Pasco         | Ciudad Constitución (en) |      |                   | Aerodromo de Ciudad Constitucion                               |
| Autre                    | Pasco         | Vicco                    |      | SPVI              | Aeródromo de Vicco                                             |
| Autre                    | Piura         | Talara                   |      | SPTP              | Base Aérea El Pato                                             |
| Autre                    | Puno          | San Rafael               |      |                   | Aerodromo San Rafael                                           |
| Autre                    | San Martín    | Bellavista               | BLP  | SPBL              | Bellavista                                                     |
| Autre                    | San Martín    | Juanjuí                  | JJI  | SPJI              | Juanjui                                                        |
| Autre                    | San Martín    | Moyobamba                | MBP  | SPBB              | Moyobamba                                                      |
| Autre                    | San Martín    | Rioja                    | RIJ  | SPJA              | Rioja                                                          |
| Autre                    | San Martín    | Saposoa                  | SFS  | SPOA              | Saposoa                                                        |
| Autre                    | San Martín    | Tocache                  | TCG  | SPCH              | Tacheng (en)                                                   |
| Autre                    | San Martín    | Uchiza                   | UCZ  | SPIZ              | Uchiza                                                         |
| Autre                    | Tacna         | Toquepala                |      |                   | Aerodromo de Toquepala                                         |
| Autre                    | Ucayali       | Atalaya                  |      | SPAY              | Aeródromo Tnte. Gral. Gerardo Pérez Pinedo                     |
| Autre                    | Ucayali       | Bolognesi                |      |                   | Aerodromo Bolognesi                                            |
| Autre                    | Ucayali       | Breu                     |      |                   | Aerodromo de Breu                                              |
| Autre                    | Ucayali       | Puerto Esperanza         |      |                   | Aerodromo de Puerto Esperanza                                  |
| Autre                    | Ucayali       | Sepahua                  |      |                   | Aerodromo de Sepahua                                           |